# The Passion of Ayn Rand
The Passion of Ayn Rand (bra: A Paixão de Ayn Rand) é um filme estadunidense de 1999, do gênero drama romance biográfico, dirigido por Christopher Menaul, com roteiro de Howard Korder e Mary Gallagher baseado no romance homônimo de Barbara Branden. 

## Sinopse
Em Los Angeles, no ano de 1949, Ayn Rand (Helen Mirren) publica um livro expondo sua filosofia objetivista. Ela e seu marido, então, recebem a visita de um jovem universitário, Nathaniel Branden (Eric Stoltz), e a namorada dele.
A princípio Branden deseja discutir as implicações da teoria de Rand para seu estudo de psicologia. Entretanto, os quatro irão desenvolver uma curiosa relação de contornos psicológicos e sexuais pouco convencionais.
Produção televisiva baseada na vida da escritora e filósofa Ayn Rand, o filme garantiu a Helen Mirren o prêmio Emmy de melhor atriz e a Peter Fonda o Globo de Ouro de melhor ator coadjuvante. Ambos ainda foram indicados ao Screen Actors Guild Awards.

## Elenco
| Ator         | Papel             |
| ------------ | ----------------- |
| Helen Mirren | Ayn Rand          |
| Eric Stoltz  | Nathaniel Branden |
| Julie Delpy  | Barbara Branden   |
| Peter Fonda  | Frank O'Connor    |